# Армета (Рим)
Армета је насеље у Италији у округу Рим, региону Лацио.
Према процени из 2011. у насељу је живело 1166 становника. Насеље се налази на надморској висини од 328 м.